# 三輪サンちゃん
「三輪サンちゃん」は、1984年にセガが発売した日本のアーケードゲームである。システム基板・セガシステム1が用いられている。日本国外では「Spatter」のタイトルでリリースされた。

## 概要
全100面で構成されており、三輪車に乗ったサンちゃんを操作し、ステージにあるフラワーをすべて取るとステージクリアとなる。敵に触れるとミスになる。3ラウンド（最初の2ラウンド）クリア後はサイドビューのボーナスステージがある。
操作方法はレバーで上下左右に移動、ボタンでサイドジャンプとブロックを飛ばすだけでなく、フェンスを押すことができる。
『ヘッドオン』のようなドットイートタイプのゲームであり、『ペンゴ』と同様にステージ内のブロックを飛ばして敵をまとめて倒したり、敵の足止めに用いることができる。加えて、サイドアタックで反対車線を走る敵を弾き飛ばす事が出来る。
『フリッキー』のグラフィッカーである川崎吉喜が本作のスタッフに参加している。

## 反響と移植
本作は長らくに渡って他機種への移植が行われてこなかった。セガの奥成洋輔は、2022年の電撃オンラインとのインタビューの中で、当時の風潮から家庭用ゲーム機SG-1000に移植されていても不自然ではないが、アーケード版がそこまでヒットしていなかったため断念したのだろうと推測しており、インタビューアーである電撃オンラインの豊臣和孝も稼働当時の本作をあまり見なかったと話している。
その後、エムツーによって同時期のアーケードゲームとともにメガドライブへの移植が試みられたものの、実現しなかった。奥成は2019年のインタビューの中で開発中のバージョンを見せてもらった際、なぜ（当時一般的だった）PlayStation 2やWiiではなくメガドライブに移植するのか理解できなかった旨を語る一方、2022年のインタビューの中では『ハングオン』以降のセガの垢ぬけた感じとは異なるファンシーさがエムツーの心に触れたのではないかと推測している。
さらにその後、PnP機・メガドライブミニの開発に際し、『スターフォックス2』のようなお蔵入りがないかという話題が上がった際、エムツー側から本作の移植が途中までできていたことが触れられたものの、それを完成させる労力をほかのことへ使おうという考えにまとまり、移植は見送られた。
その後、続編であるメガドライブミニ2の開発にあたり、「これまでかなえられなかったことを実現する」という裏テーマが据えられ、周辺機器であるサイバースティックが実現したことから、本作の移植版をおまけとして収録することが実現した。また、奥成は採用したもう一つの理由として、本作はセガが『フリッキー』のようなかわいらしいキャラクターが出てくるゲームを作っていた時代の作品として再評価をしてもよいと判断したことを明らかにしている。
なお、グラフィッカーの川崎吉喜はメガドライブミニ2の開発以前に定年退職していたものの、収録に当たって本人に依頼して新しいパッケージイラストを採用している。
| No. | タイトル       | 発売日             | 対応機種                               | 開発元   | 発売元 | メディア         | 型式              | 備考 |
| --- | -------------- | ------------------ | -------------------------------------- | -------- | ------ | ---------------- | ----------------- | ---- |
| 1   | 三輪サンちゃん | INT 2022年10月27日 | メガドライブ ミニ2 SEGA Genesis Mini 2 | エムツー | セガ   | プリインストール | HAA-2524 MK-16310 |      |